# Княгинино (Рабоче-Крестьянский сельсовет)
Княгинино — деревня в Вологодском районе Вологодской области.
Входит в состав Майского сельского поселения (с 1 января 2006 года по 8 апреля 2009 года входила в Рабоче-Крестьянское сельское поселение), с точки зрения административно-территориального деления — в Рабоче-Крестьянский сельсовет.
Расстояние по автодороге до районного центра Вологды — 11,1 км, до центра муниципального образования Майского — 1,5 км. Ближайшие населённые пункты — Старое, Дудинское, Майский, Хреново.
По данным переписи в 2002 году постоянного населения не было.